# Ib Lange
Carl Ib Lange, född 14 maj 1900 på Frederiksberg, död 20 juni 1948, var en dansk författare, journalist och poet. Han var son till författaren Sven Lange och bror till författaren Per Lange.
Lange tog studentexamen 1918 och tog examen philosophicum från Köpenhamns universitet året därpå. Han fick sina första dikter publicerade 1922 i tidskriften Verden og Vi. Hans första diktsamling, Bekendelser, publicerades 1929 och samma år publicerades romanen En Lykkejæger. Dessa följdes av romanerna Et rigtigt menneske (1932) och Ingeborg (1937), samt diktsamlingarna Fortrolige Ord (1936), Lis (1938) och Det vaagne Hjerte (1940). Som författare uppnådde inte Ib Lange samma popularitet som sin far och bror.